# Chatuchak
Chatuchak (thaï : จตุจักร ; API : tɕà.tùʔ.tɕàk) est l’un des 50 khets de Bangkok, Thaïlande.

Carte du marché de Chatuchak et de ses environs

## Points d'intérêt
- Marché de Chatuchak, autres marchés[1]et ensemble des parcs de Chatuchak, Wachira Benjathat (Souan Rot Fai / parc des chemins de fer) et de la reine Sirikit[2]
- Central Ladprao
- Immeuble éléphant
- Siam Commercial Bank (SCB) et son,Musée de la banque[3]
- Gare Bang Sue
- Université Kasetsart
- Amnesty International Thailand

## Galerie

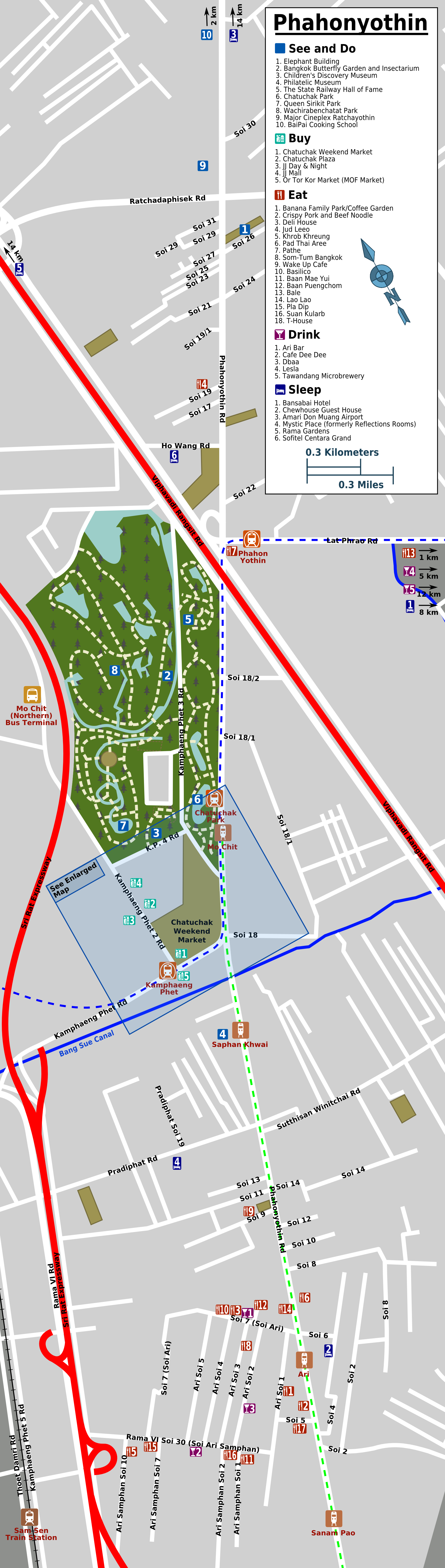
Carte des environs du Parc de Chatuchak

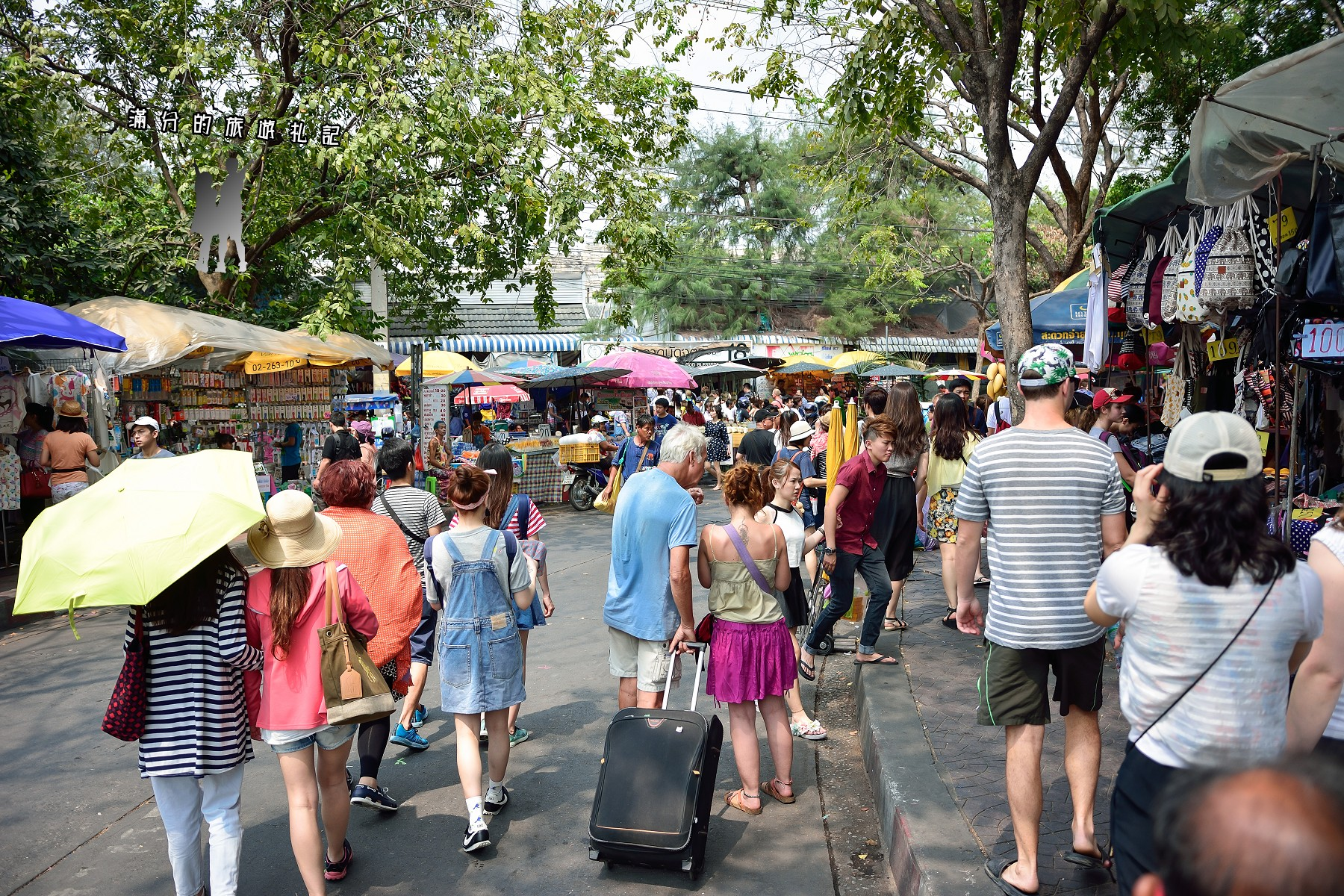
Marché de Chatuchak
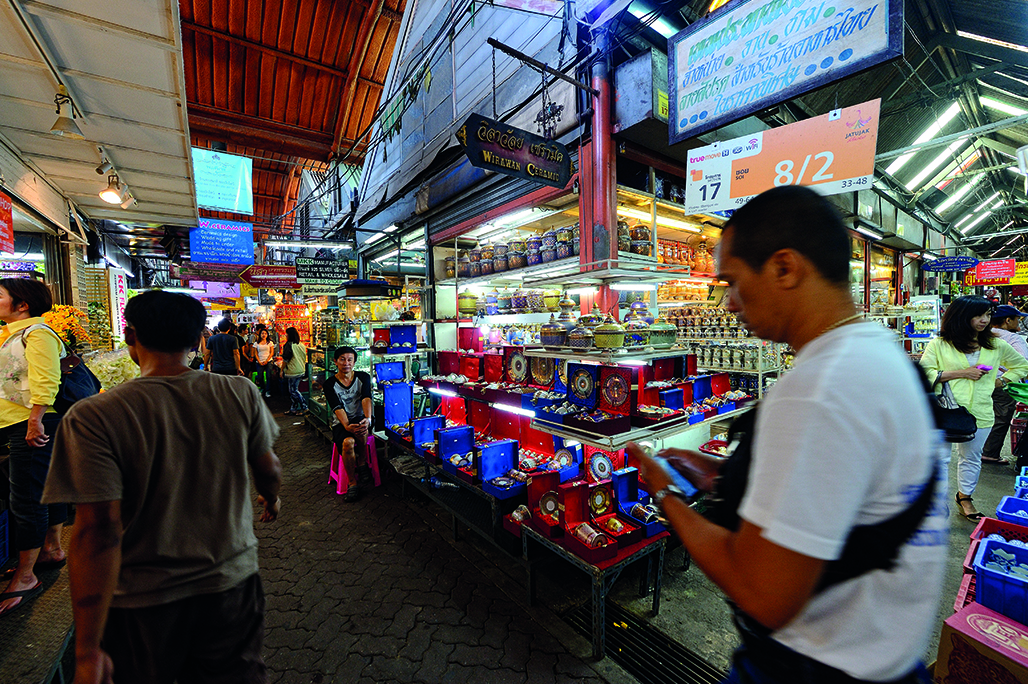
Marché de Chatuchak
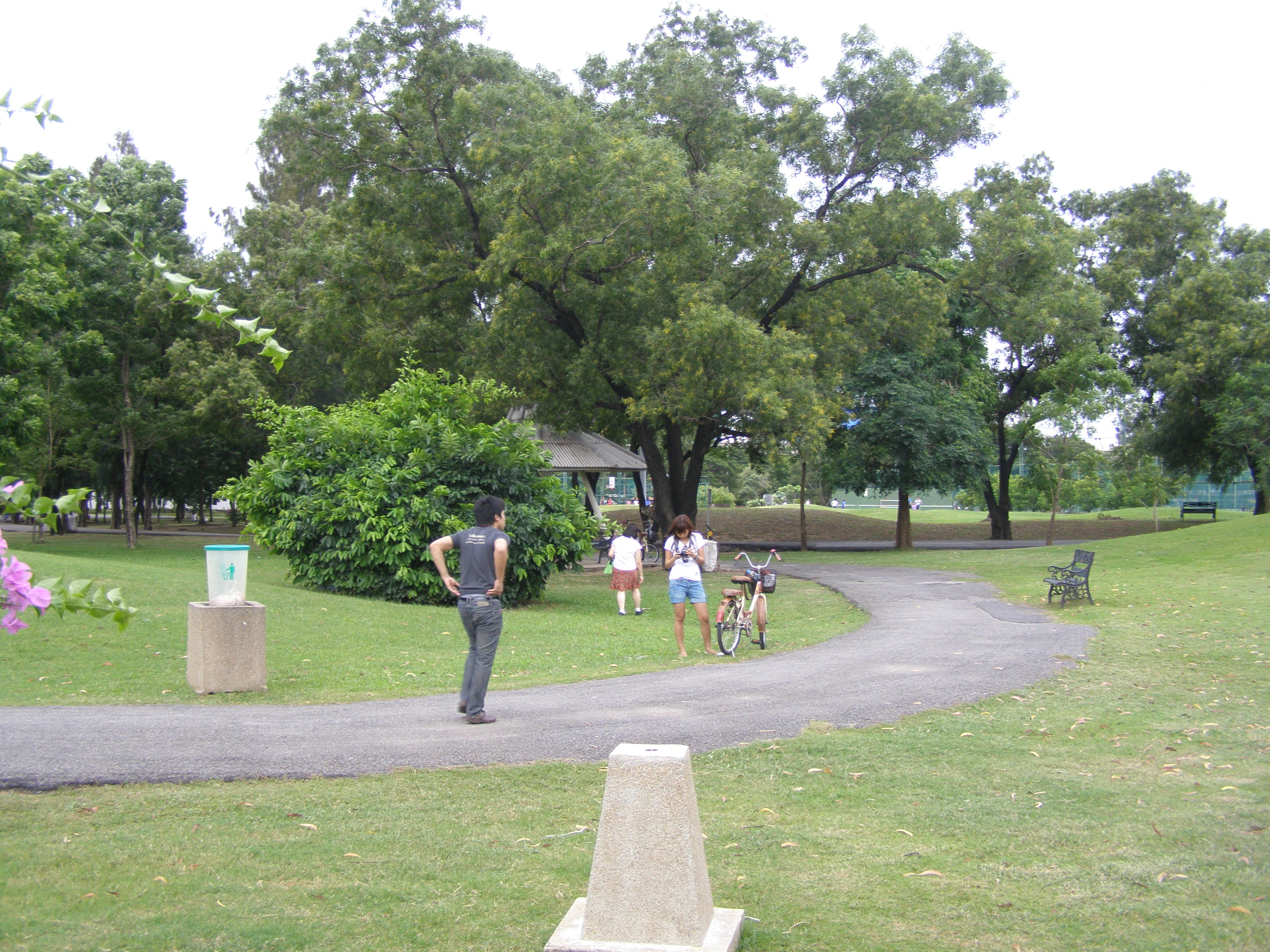
Parc Wachira Benjathat appelé communément Suan Rot Fai à deux pas du marché de Chatuchak
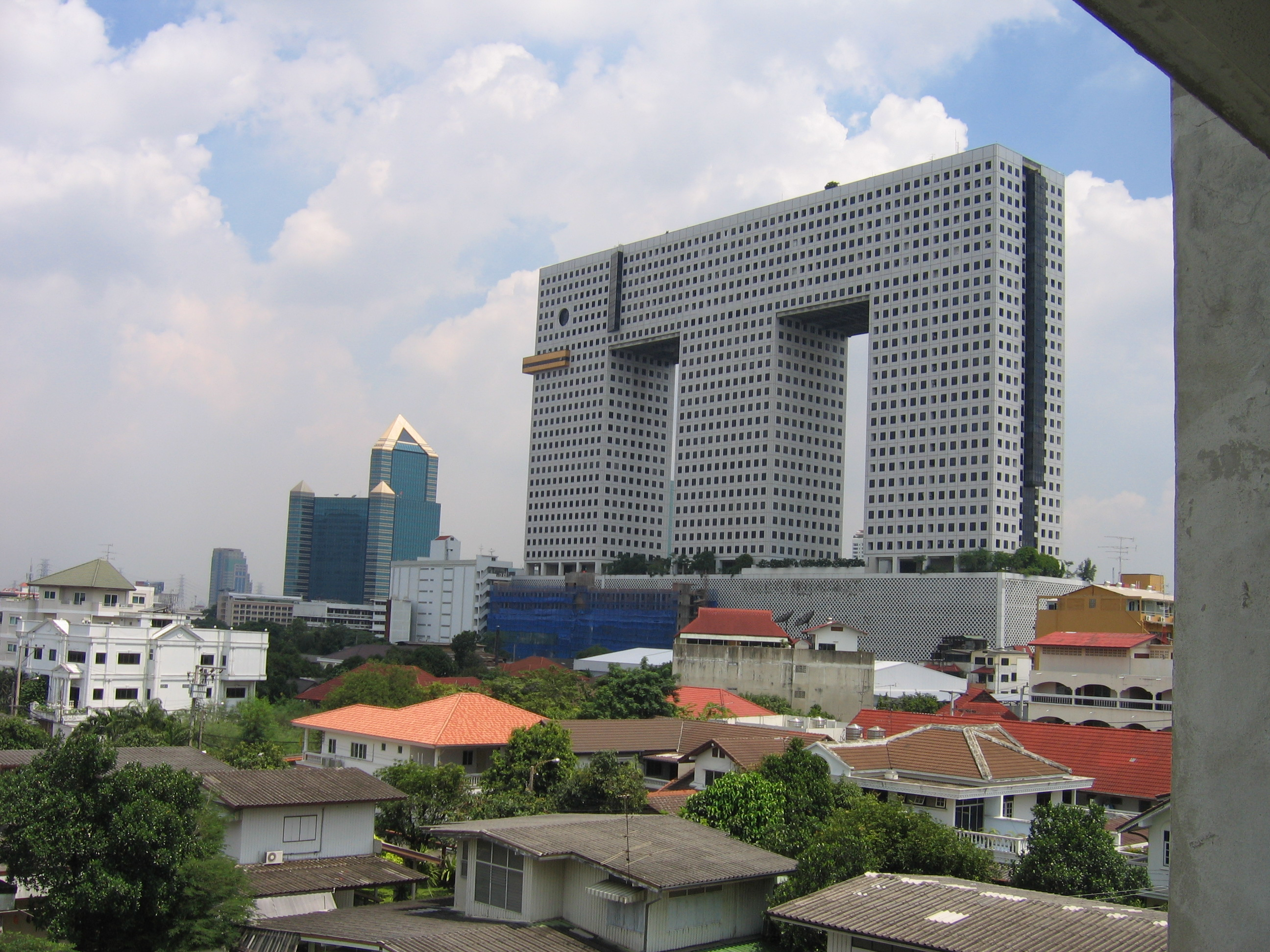
L'immeuble éléphant